# شلال اصطناعي

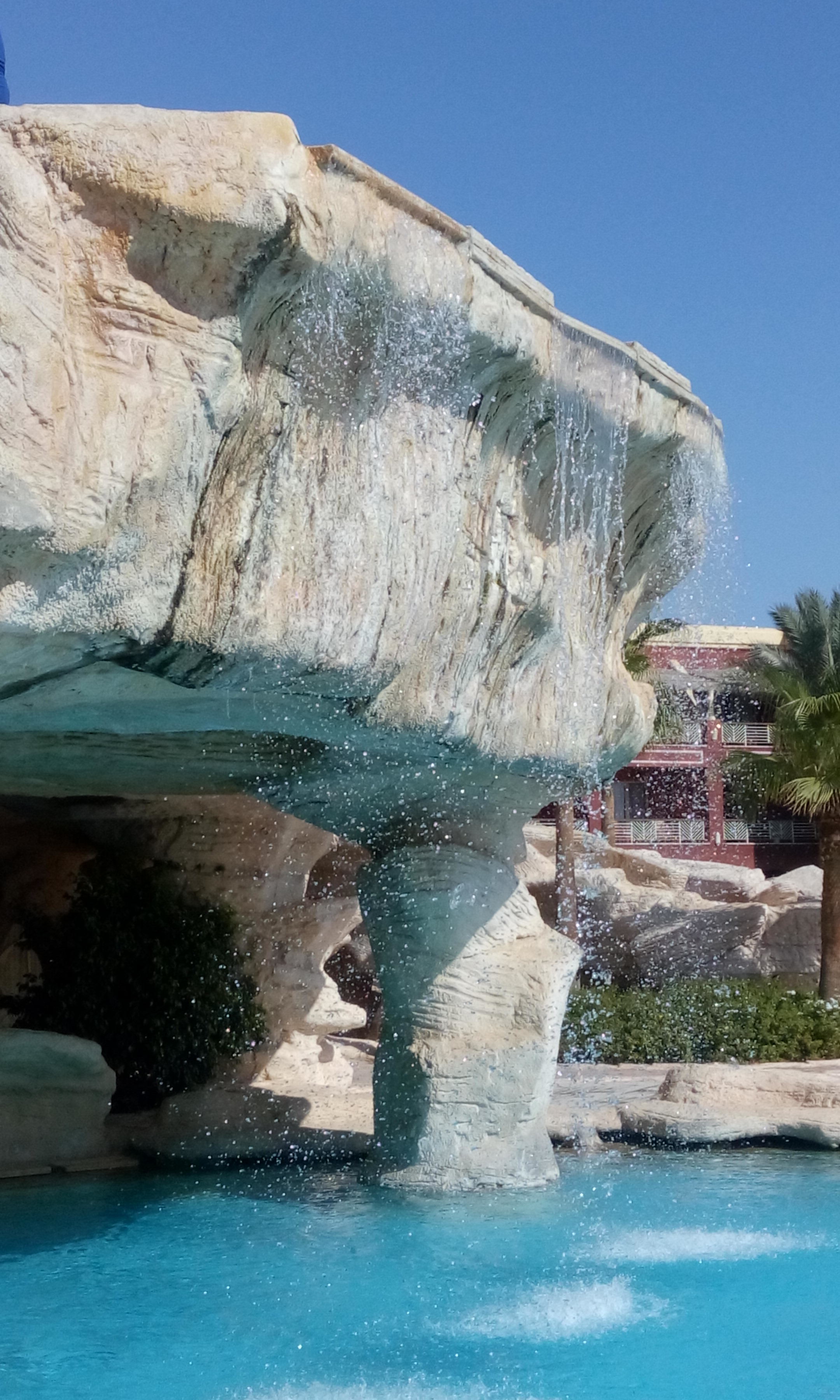
شلال صناعي في أحد فنادق شرم الشيخ، مصر

الشلال الاصطناعي هو نافورة أو نافورة موسيقية وتقليد للشلال الطبيعي.
منذ فترة طويلة ظهرت الشلالات الاصطناعية في الحدائق اليابانية التقليدية; حيث أنها يمكن أن تعمل على تسليط الضوء على مشهد أو لتوفير التركيز.
كانت الشلالات الاصطناعية شعبية في أوروبا في أواخر ال19 وأوائل القرن ال20.

## الشلالات في الأماكن المغلقة
الشلالات الاصطناعية المثبتة داخل المباني يمكن أن تكون صغيرة أو كبيرة جدًا. من فوائد الشلالات في الأماكن المغلقة إنتاجها للضجيج الأبيض والرطوبة، وتوليد مشاعر السلمية بشكل طبيعي بين المتفرجين.

## معرض صور

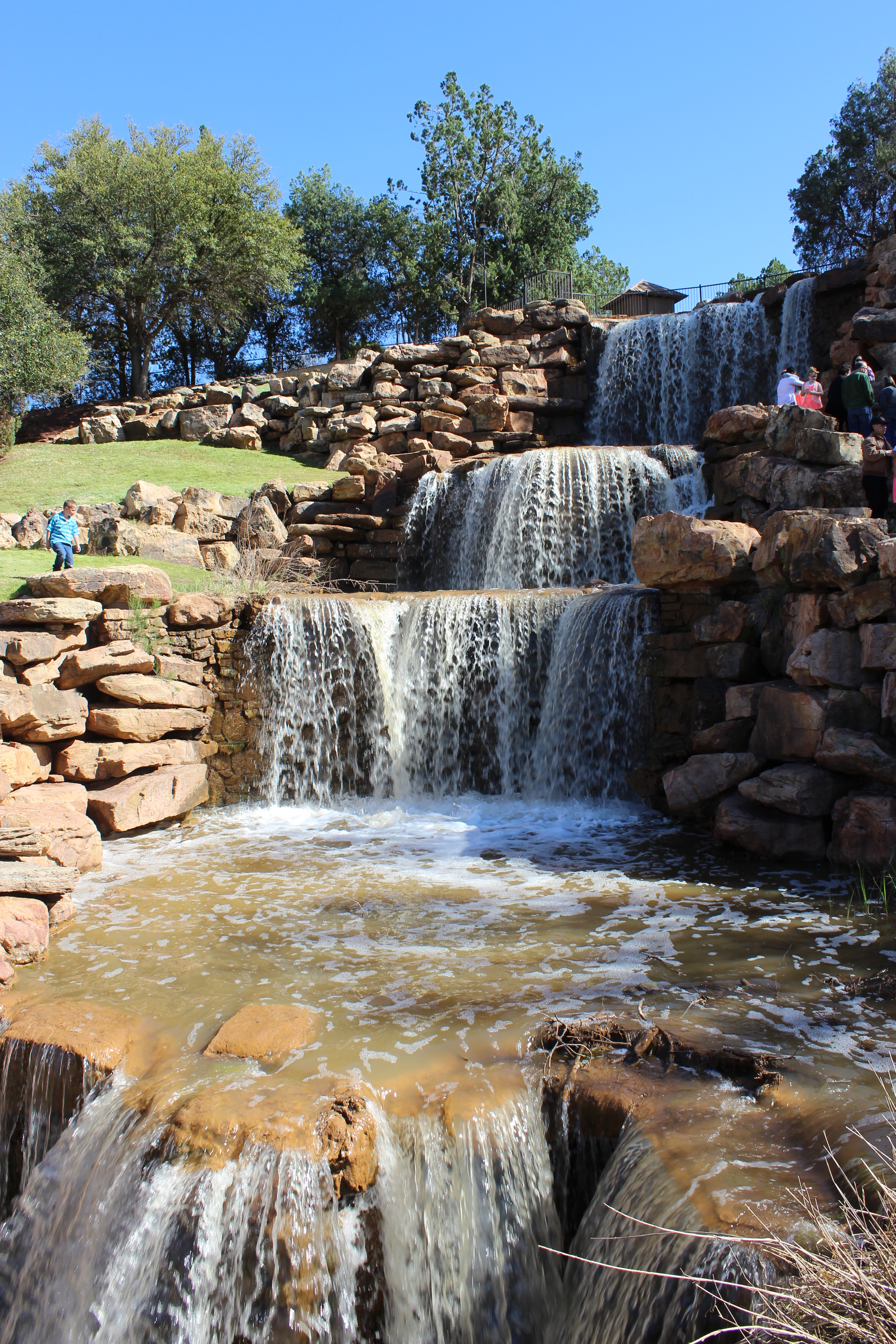
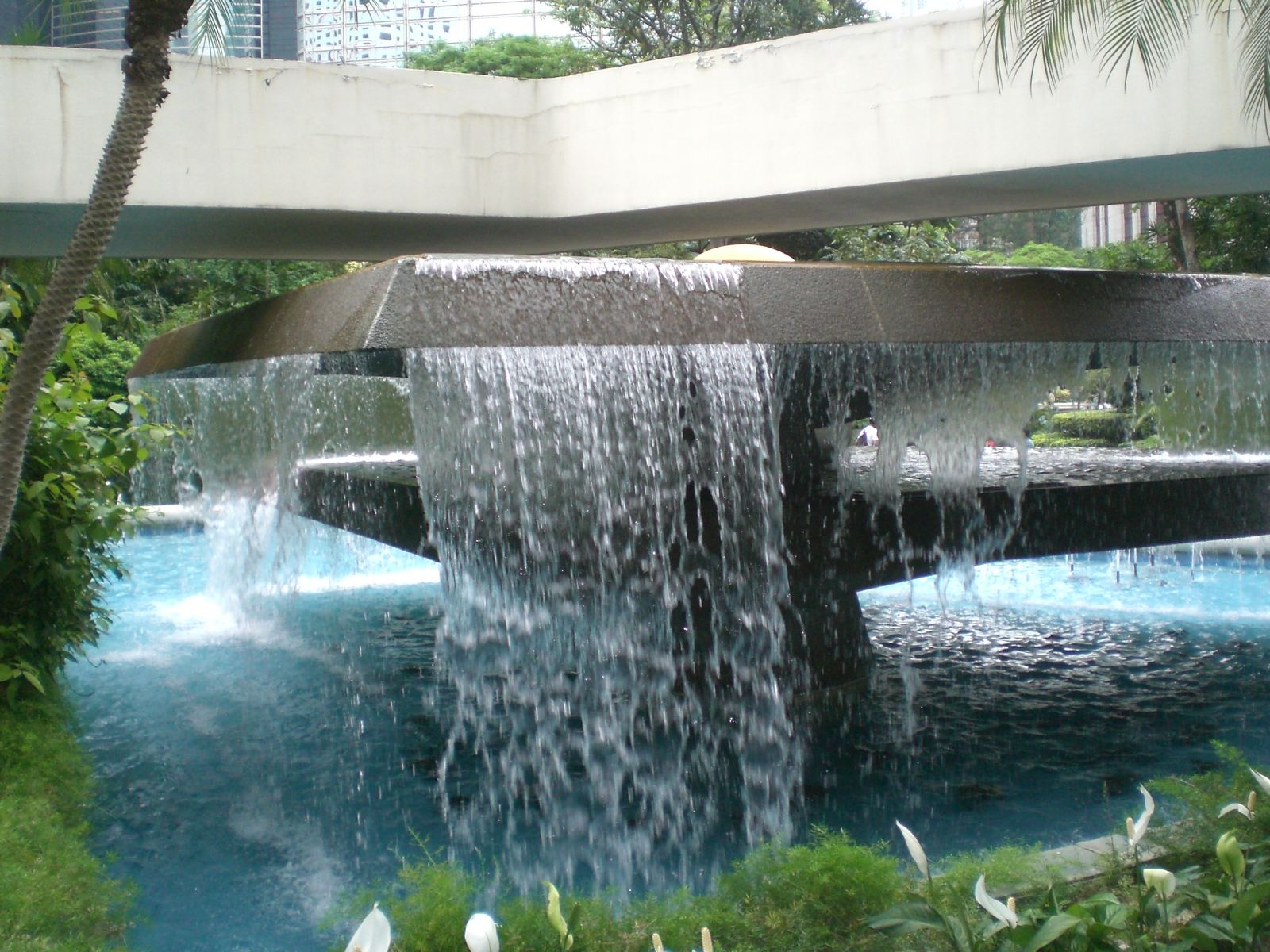
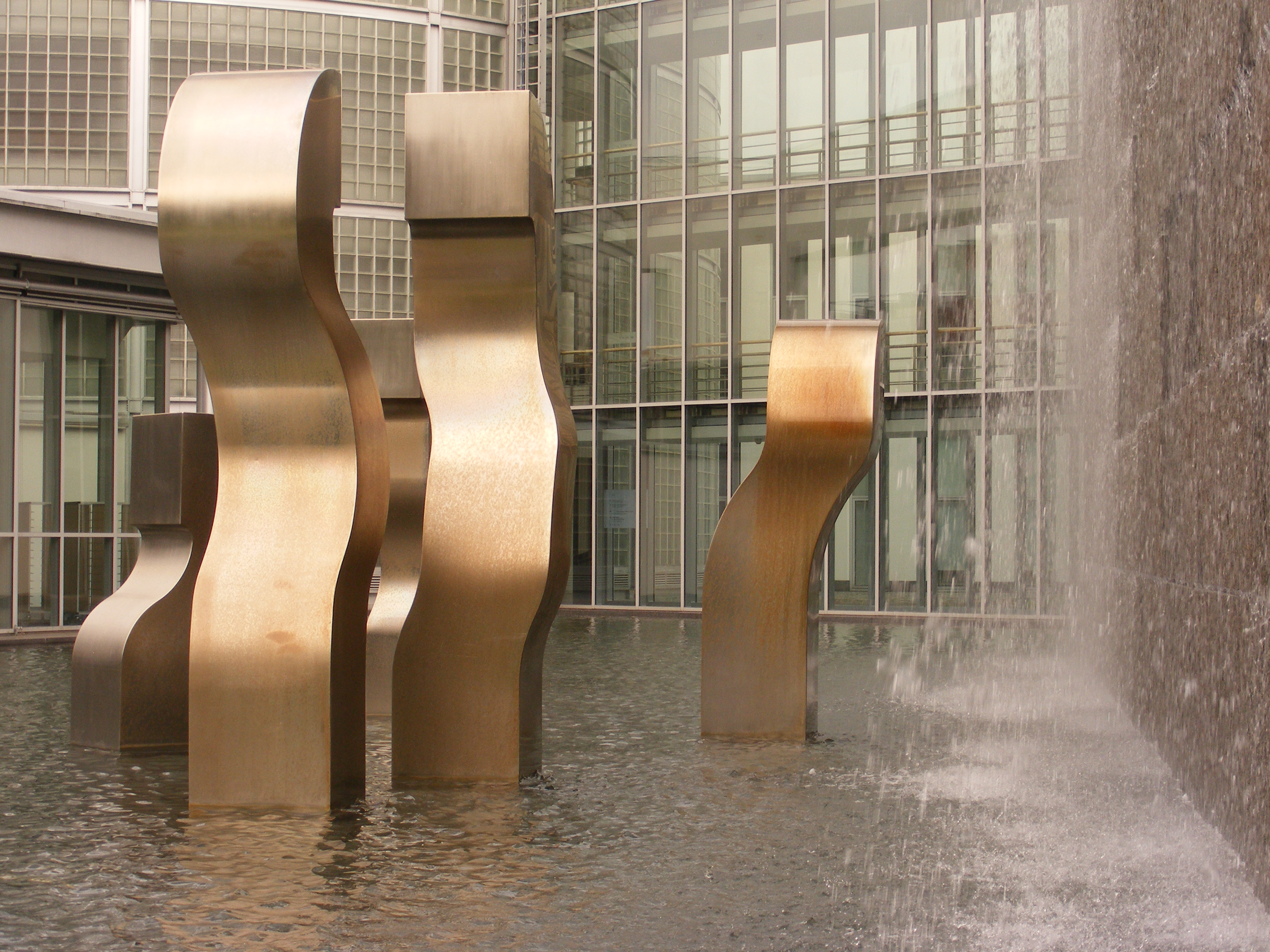
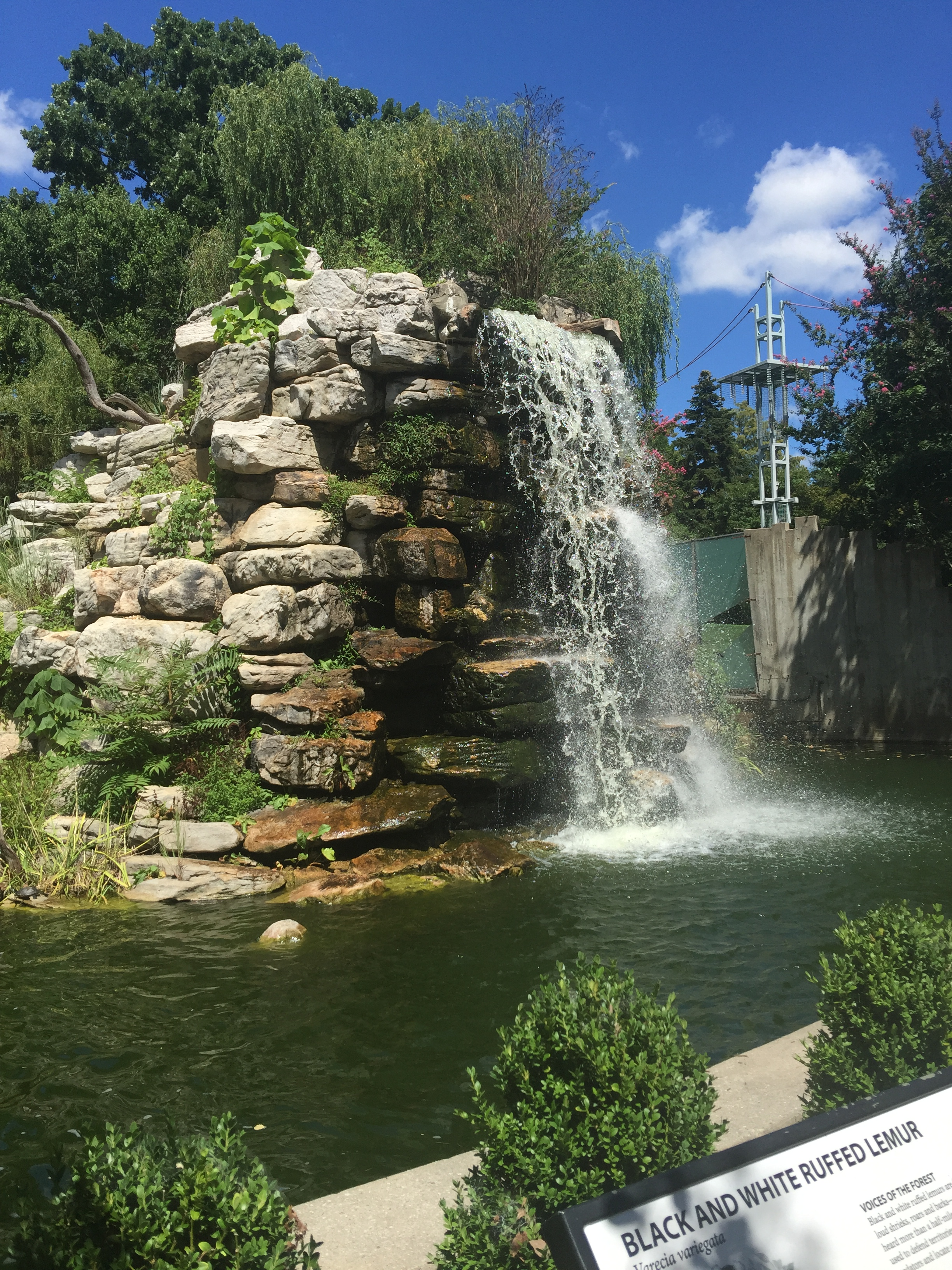
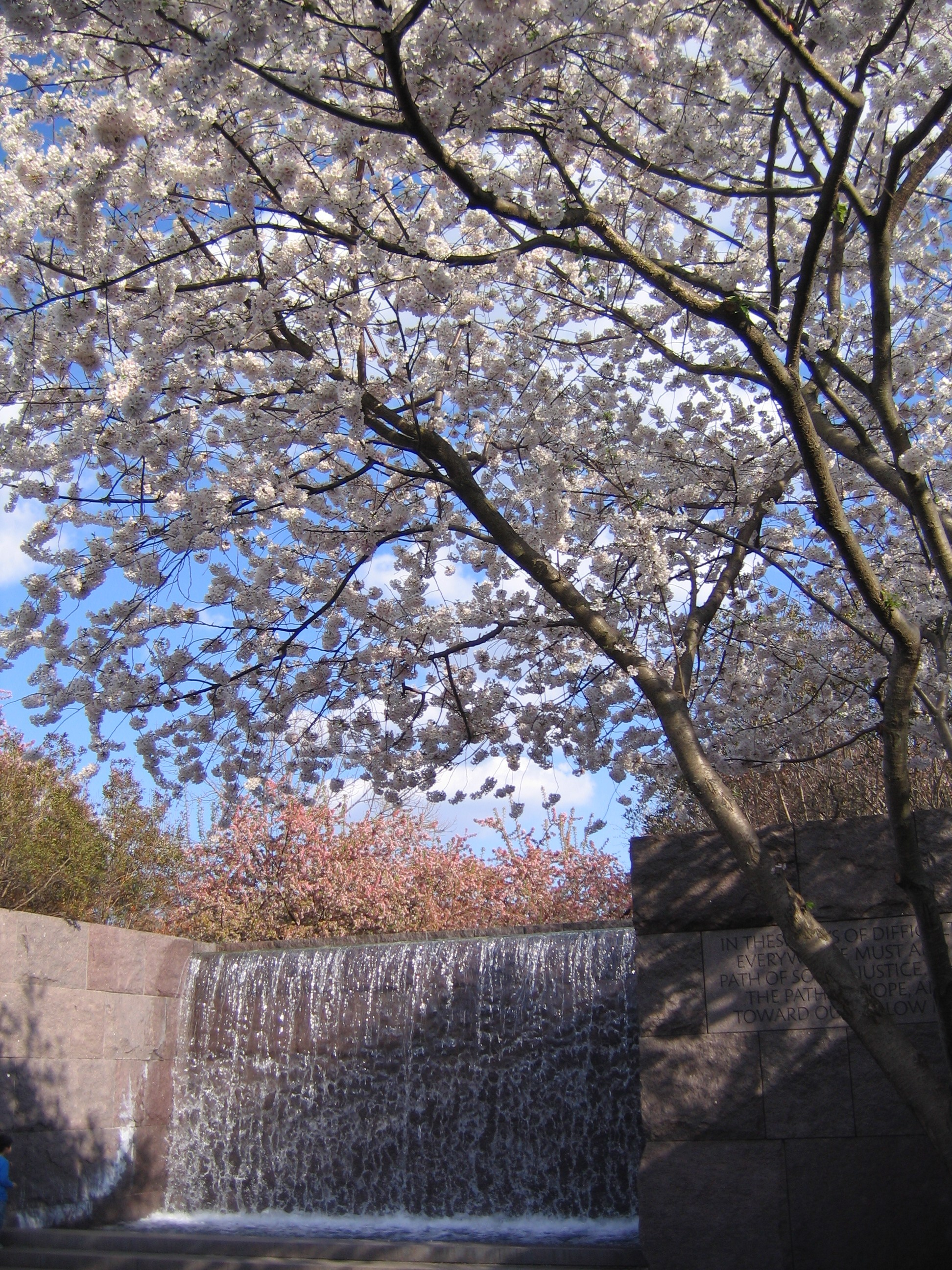